# دالاس (ویرجینیای غربی)
دالاس (به انگلیسی: Dallas) یک منطقهٔ مسکونی در ایالات متحده آمریکا است که در شهرستان مارشال، ویرجینیای غربی واقع شده‌است.